# 三降一灭
三降一灭是1967年6月康生提出的文革政治术语，指“前十七年”（1949—1966）的“修正主义”外交路线，即投降帝国主义、投降修正主义、投降反动派，扑灭人民革命。

## 历史
1963年，毛泽东在谈话中提出，时任中联部部长王稼祥的外事路线是“三和一少”，即对帝国主义要和，对修正主义要和，对印度和各国反动派要和，对支持民族解放运动要少，跟农业政策的“三自一包”相呼应。毛泽东将当时对“大跃进”的否定概括为“三风”（即“黑暗风”“单干风”和“翻案风”），又多次说，修正主义就是对外搞 “三和一少”，对内搞“三自一包”。王稼祥的政治生命由此终结。
1967年，康生进一步提出“三降一灭”。与三和一少和三降一灭对应的是“三斗一多”，即对帝国主义要斗，对修正主义要斗，对各国反动派要斗，要多援助民族解放运动。在三斗一多的指示下，1967年北京发生“三砸一烧”，即砸印度、缅甸、印尼的驻华使馆和火烧英国驻华代办处。周恩来出面灭火，反对造反派夺外交部的权，之后事态平息。
1969年，这一术语写入中共九大政治报告。
1979年，中联部为王稼祥平反。